# Dino Dania
Dino Dania (Sale, 17 aprile 1928 – Canelli, 16 marzo 2016) è stato un calciatore italiano, di ruolo attaccante.

## Caratteristiche tecniche
Giocava come ala destra.

## Carriera

### Gli inizi all'Alessandria
Dopo aver giocato nelle giovanili dell'Alessandria esordisce in prima squadra con i Grigi nella stagione 1948-1949, nel corso della quale disputa 2 partite senza mai segnare nel campionato di Serie B; gioca nella serie cadetta con la squadra piemontese anche nel corso della stagione 1949-1950; il 25 dicembre 1949 alla diciassettesima giornata di campionato segna il suo primo gol tra i professionisti, realizzando al 48' la segnatura del momentaneo 3-1 nella partita che la sua squadra perde per 4-1 sul campo del Livorno. Dopo aver chiuso con un solo gol il girone di andata, nel ritorno segna con maggiore continuità; il 28 maggio 1950 segna anche la prima doppietta in carriera, ancora una volta contro il Livorno (2-1). Si ripete tre settimane più tardi contro la SPAL, nella partita del 18 giugno vinta per 5-0 dall'Alessandria, che nonostante le 9 reti totali in 36 partite di Dania chiude il campionato al diciottesimo posto in classifica e retrocede in Serie C, categoria in cui nella stagione 1950-1951 l'ala destra mette a segno 7 gol in 35 partite di campionato, che la sua squadra chiude al quarto posto in classifica mancando quindi la promozione in Serie B.

### Marzotto Valdagno ed il ritorno all'Alessandria
Nell'estate del 1951 viene ceduto al Marzotto Valdagno, club vicentino in procinto di disputare il secondo campionato consecutivo di Serie B della sua storia. Nella stagione 1951-1952 Dania gioca spesso da titolare e chiude il campionato con un bilancio totale di 22 presenze e 2 reti; al contrario, nella Associazione Calcio Marzotto 1952-1953 viene utilizzato esclusivamente come riserva, tanto che nel corso dell'intero campionato gioca unicamente 2 partite, senza mai segnare. Nell'estate del 1953 fa quindi ritorno all'Alessandria, che dopo il secondo posto in classifica in Serie C nella stagione 1952-1953 era neopromosso in Serie B dopo tre anni consecutivi in terza serie. Anche con i Grigi continua a giocare poco, tanto che nella stagione 1953-1954 gioca sole 5 partite in Serie B, lasciando la squadra a fine campionato con un bilancio totale di 78 presenze e 16 reti con l'Alessandria. Si è ritirato nel 1956, dopo aver giocato per due anni in Promozione regionale prima con l'Asti e poi con l'Acqui.
In carriera ha giocato complessivamente 67 partite in Serie B, categoria nella quale ha realizzato complessivamente 11 gol.

## Palmarès

### Club

#### Competizioni regionali
- Promozione: 1

Asti: 1954-1955